# Eburia octomaculata
Eburia octomaculata es una especie de escarabajo longicornio del género Eburia, tribu Eburiini, familia Cerambycidae. Fue descrita científicamente por Chevrolat en 1862.
Se distribuye por Barbados, Cuba, Dominica y Guadalupe.

## Descripción
La especie mide 16-25 milímetros de longitud. El período de vuelo ocurre en los meses de febrero, marzo, abril, mayo, junio, julio, agosto y octubre.